# Коопманс, Георг
Георг Коопманс (лат. Georgius Coopmans; 1717, Маккум — 1800, Франекер) — нидерландский врач.
Наибольший вклад внёс в неврологию. Опубликовал: «Nevrologia et observ. de calculo ex urethra excreta» (Франк., 1789). В 1762 он опубликовал большое сочинение Монро о нервах, дополнив его главой «De cerebri et nervorum administratione».